# Otherside
Otherside – ballada rockowa kalifornijskiej grupy Red Hot Chili Peppers, którą wydano jako trzeci singel z ich siódmego albumu studyjnego Californication (1999).